# Grand Prix de Tennis de Toulouse 1999 - Qualificazioni singolare
Le qualificazioni del singolare  del Grand Prix de Tennis de Toulouse 1999 sono state un torneo di tennis preliminare per accedere alla fase finale della manifestazione. I vincitori dell'ultimo turno sono entrati di diritto nel tabellone principale. In caso di ritiro di uno o più giocatori aventi diritto a questi sono subentrati i lucky loser, ossia i giocatori che hanno perso nell'ultimo turno ma che avevano una classifica più alta rispetto agli altri partecipanti che avevano comunque perso nel turno finale.
Le qualificazioni del torneo Grand Prix de Tennis de Toulouse 1999 prevedevano 32 partecipanti di cui 4 sono entrati nel tabellone principale.

## Teste di serie
1. Maks Mirny (secondo turno)
2. Antony Dupuis (ultimo turno)
3. Lorenzo Manta (primo turno)
4. Martin Damm (secondo turno)

1. George Bastl (secondo turno)
2. Lars Burgsmüller (secondo turno)
3. Stéphane Huet (Qualificato)
4. Julien Boutter (secondo turno)

## Qualificati
1. Petr Luxa
2. Stéphane Huet

1. Thierry Guardiola
2. Rodolphe Gilbert

## Tabellone

### Legenda
| - Q = Qualificato - WC = Wild card - LL = Lucky loser | - ALT = Alternate - SE = Special Exempt - PR = Protected Ranking | - w/o = Walkover - r = Ritirato - d = Squalificato |

### Sezione 1
|  | Primo turno       | Primo turno       | Primo turno     | Primo turno | Primo turno |  |  | Secondo turno | Secondo turno     | Secondo turno     | Secondo turno     | Secondo turno     |   |   | Ultimo turno | Ultimo turno | Ultimo turno | Ultimo turno | Ultimo turno |  |
|  |                   |                   |                 |             |             |  |  |               |                   |                   |                   |                   |   |   |              |              |              |              |              |  |
|  | 1                 | Maks Mirny        | Maks Mirny      | 6           | 6           |  |  |               |                   |                   |                   |                   |   |   |              |              |              |              |              |  |
|  |                   | Rodolphe Cadart   | Rodolphe Cadart | 2           | 3           |  |  | 1             | Maks Mirny        | Maks Mirny        | 6                 | 4                 |   |   |              |              |              |              |              |  |
|  | Petr Luxa         | Petr Luxa         | Petr Luxa       | 7           | 7           |  |  |               | Petr Luxa         | Petr Luxa         | 7                 | 6                 |   |   |              |              |              |              |              |  |
|  | Julien Varlet     | Julien Varlet     | Julien Varlet   | 6           | 6           |  |  |               |                   |                   |                   |                   |   |   | Petr Luxa    | Petr Luxa    | Petr Luxa    | 7            | 6            |  |
|  | Alexander Reichel | Alexander Reichel | 2               | 7           | 6           |  |  |               |                   | Alexander Reichel | Alexander Reichel | Alexander Reichel | 6 | 3 |              |              |              |              |              |  |
|  | Gregory Zavialoff | Gregory Zavialoff | 6               | 5           | 1           |  |  |               | Alexander Reichel | Alexander Reichel | 7                 | 6                 |   |   |              |              |              |              |              |  |
|  | 8                 | Julien Boutter    | Julien Boutter  | 7           | 6           |  |  | 8             | Julien Boutter    | Julien Boutter    | 6                 | 4                 |   |   |              |              |              |              |              |  |
|  |                   | Lionel Barthez    | Lionel Barthez  | 6           | 3           |  |  |               |                   |                   |                   |                   |   |   |              |              |              |              |              |  |

### Sezione 2
|  | Primo turno    | Primo turno    | Primo turno    | Primo turno | Primo turno |  |  | Secondo turno | Secondo turno | Secondo turno | Secondo turno | Secondo turno |   |   | Ultimo turno | Ultimo turno  | Ultimo turno  | Ultimo turno | Ultimo turno |  |
|  |                |                |                |             |             |  |  |               |               |               |               |               |   |   |              |               |               |              |              |  |
|  | 2              | Antony Dupuis  | Antony Dupuis  | 6           | 6           |  |  |               |               |               |               |               |   |   |              |               |               |              |              |  |
|  |                | Romain Ambert  | Romain Ambert  | 2           | 2           |  |  | 2             | Antony Dupuis | Antony Dupuis | 6             | 6             |   |   |              |               |               |              |              |  |
|  | Jim Thomas     | Jim Thomas     | Jim Thomas     | 7           | 6           |  |  |               | Jim Thomas    | Jim Thomas    | 4             | 3             |   |   |              |               |               |              |              |  |
|  | Slimane Saoudi | Slimane Saoudi | Slimane Saoudi | 6           | 4           |  |  |               |               |               |               |               |   |   | 2            | Antony Dupuis | Antony Dupuis | 4            | 3            |  |
|  | Ivo Heuberger  | Ivo Heuberger  | Ivo Heuberger  | 6           | 6           |  |  |               |               | 7             | Stéphane Huet | Stéphane Huet | 6 | 6 |              |               |               |              |              |  |
|  | Olivier Mutis  | Olivier Mutis  | Olivier Mutis  | 2           | 3           |  |  |               | Ivo Heuberger | Ivo Heuberger | 5             | 0r            |   |   |              |               |               |              |              |  |
|  | 7              | Stéphane Huet  | Stéphane Huet  | 6           | 6           |  |  | 7             | Stéphane Huet | Stéphane Huet | 7             | 1             |   |   |              |               |               |              |              |  |
|  |                | Marcello Wowk  | Marcello Wowk  | 4           | 2           |  |  |               |               |               |               |               |   |   |              |               |               |              |              |  |

### Sezione 3
|  | Primo turno           | Primo turno           | Primo turno           | Primo turno | Primo turno |  |  | Secondo turno  | Secondo turno     | Secondo turno     | Secondo turno     | Secondo turno     |   |   | Ultimo turno   | Ultimo turno   | Ultimo turno   | Ultimo turno | Ultimo turno |  |
|  |                       |                       |                       |             |             |  |  |                |                   |                   |                   |                   |   |   |                |                |                |              |              |  |
|  |                       | Julien Cuaz           | Julien Cuaz           | 6           | 6           |  |  |                |                   |                   |                   |                   |   |   |                |                |                |              |              |  |
|  | 3                     | Lorenzo Manta         | Lorenzo Manta         | 4           | 2           |  |  | Julien Cuaz    | Julien Cuaz       | Julien Cuaz       | 4                 | 4                 |   |   |                |                |                |              |              |  |
|  | Jerome Hanquez        | Jerome Hanquez        | Jerome Hanquez        | 6           | 6           |  |  | Jerome Hanquez | Jerome Hanquez    | Jerome Hanquez    | 6                 | 6                 |   |   |                |                |                |              |              |  |
|  | Jeremy Delinbeuf      | Jeremy Delinbeuf      | Jeremy Delinbeuf      | 3           | 3           |  |  |                |                   |                   |                   |                   |   |   | Jerome Hanquez | Jerome Hanquez | Jerome Hanquez | 6            | 4            |  |
|  | Thierry Guardiola     | Thierry Guardiola     | Thierry Guardiola     | 6           | 7           |  |  |                |                   | Thierry Guardiola | Thierry Guardiola | Thierry Guardiola | 7 | 6 |                |                |                |              |              |  |
|  | Charles-Edouard Maria | Charles-Edouard Maria | Charles-Edouard Maria | 4           | 6           |  |  |                | Thierry Guardiola | Thierry Guardiola | 6                 | 7                 |   |   |                |                |                |              |              |  |
|  | 6                     | Lars Burgsmüller      | Lars Burgsmüller      | 7           | 6           |  |  | 6              | Lars Burgsmüller  | Lars Burgsmüller  | 2                 | 6                 |   |   |                |                |                |              |              |  |
|  |                       | Lionel Roux           | Lionel Roux           | 5           | 4           |  |  |                |                   |                   |                   |                   |   |   |                |                |                |              |              |  |

### Sezione 4
|  | Primo turno      | Primo turno      | Primo turno    | Primo turno | Primo turno |  |  | Secondo turno | Secondo turno    | Secondo turno    | Secondo turno  | Secondo turno |   |   | Ultimo turno     | Ultimo turno     | Ultimo turno | Ultimo turno | Ultimo turno |  |
|  |                  |                  |                |             |             |  |  |               |                  |                  |                |               |   |   |                  |                  |              |              |              |  |
|  | 4                | Martin Damm      | Martin Damm    | 6           | 6           |  |  |               |                  |                  |                |               |   |   |                  |                  |              |              |              |  |
|  |                  | Kris Goossens    | Kris Goossens  | 3           | 4           |  |  | 4             | Martin Damm      | Martin Damm      | 1              | 3             |   |   |                  |                  |              |              |              |  |
|  | Rodolphe Gilbert | Rodolphe Gilbert | 7              | 4           | 7           |  |  |               | Rodolphe Gilbert | Rodolphe Gilbert | 6              | 6             |   |   |                  |                  |              |              |              |  |
|  | Björn Phau       | Björn Phau       | 5              | 6           | 6           |  |  |               |                  |                  |                |               |   |   | Rodolphe Gilbert | Rodolphe Gilbert | 6            | 5            | 7            |  |
|  | Cyril Saulnier   | Cyril Saulnier   | 4              | 6           | 6           |  |  |               |                  | Cyril Saulnier   | Cyril Saulnier | 4             | 7 | 6 |                  |                  |              |              |              |  |
|  | Gérard Solvès    | Gérard Solvès    | 6              | 3           | 4           |  |  |               | Cyril Saulnier   | Cyril Saulnier   | 6              | 7             |   |   |                  |                  |              |              |              |  |
|  | 5                | George Bastl     | George Bastl   | 6           | 6           |  |  | 5             | George Bastl     | George Bastl     | 3              | 6             |   |   |                  |                  |              |              |              |  |
|  |                  | Sebastian Fitz   | Sebastian Fitz | 1           | 2           |  |  |               |                  |                  |                |               |   |   |                  |                  |              |              |              |  |